# Łotysze na Białorusi
Łotysze na Białorusi (biał. Латышы на Беларусі; łot. Baltkrievijas latvieši) – łotewska mniejszość narodowa zamieszkała w granicach Białorusi. Według spisu narodowego z 2009 roku na Białorusi mieszka 1549 osób deklarujących się jako Łotysze.

## Historia
W związku z przynależnością ziem łotewskich i białoruskich do tego samego organizmu państwowego (Rzeczpospolita Obojga Narodów; Imperium Rosyjskie) osadnictwo łotewskie na terenie współczesnej Białorusi datuje się od stuleci. W większym wymiarze kolonizacja łotewska zaczęła się pod koniec XVIII wieku, najbardziej intensywnie przebiegała od lat 60. do 80. XIX wieku. Według spisu rosyjskiego z 1897 roku najwięcej Łotyszy mieszkało w powiatach: witebskim (ok. 4 tys.), orszańskim (ok. 3,7 tys.), połockim (ok. 1,7 tys.) i bychowskim (ok. 1 tys.). Łącznie na terenie współczesnej Białorusi znajdowało się 17 tys. mieszkańców łotewskiego pochodzenia. Większość ludności łotewskiej wyznawała luteranizm (mniejszość: katolicyzm i prawosławie). Społeczność zajmowała się głównie rolnictwem, sadownictwem, hodowlą bydła, tkactwem i piwowarstwem. Po I wojnie światowej i utworzeniu Białoruskiej Socjalistycznej Republiki Radzieckiej w jej granicach znalazło się 14 tys. Łotyszy (1926), największy procent stanowili w rejonie Łoźna (5%). Łotysze byli społecznością wiejską (82%), wśród mieszkańców miast (18%) najwięcej było robotników (80%), resztę stanowiła inteligencja i kupcy. Stopień alfabetyzacji był najwyższy wśród wszystkich społeczności i wynosił 74% (u kobiet – 70%, u mężczyzn – 77%). Stanowiący 0,3% mieszkańców Republiki Łotysze byli społecznością upartyjnioną w stopniu większym od pozostałych narodów: w 1926 spośród członków i kandydatów KP(b)B 3,6% stanowili Łotysze (w 1926 – 2,9%). W strukturze BSRR istniało pięć łotewskich rad narodowościowych: wacławowska (Vaclavovas; 1926-1938; okręg uszacki; 40% Łotyszy), unowska (Uņas; 1924–1934; okręg łożnieński; 30%), halicko-myzowska (Galičmuižas; 1926–1938; okręg klimowicki; 65%), grudinowska (Latkalonijas; 1926-1939; okręg bychowski; 65%) i perekolska (Perekales; 1924–1938; okręg głuski; 65%). Funkcjonowało szkolnictwo łotewskie w postaci łotewskich szkół mniejszościowych (w niektórych przypadkach łączonych łotewsko-białoruskich i łotewsko-litewskich), w tym fakultet łotewski w Instytucie Kultury Białoruskiej, a także łotewska sekcja Instytutu Mniejszości Narodowych Białoruskiej Akademii Nauk. Wydawano prasę – teksty w języku łotewskim ukazywały się w piśmie „Leninski ściah” w Łoźnie, a w Witebsku działał zaś łotewski klub ludowy. Istniało sądownictwo łotewskie. Zręby łotewskiej autonomii narodowo-kulturalnej zostały zniszczone w okresie stalinizmu, a ludność łotewska mieszkająca w Związku Sowieckim poddana represjom. W 1959 roku do narodowości łotewskiej przyznawało się 2631 osób, w 1970 roku – 2660, w 1979 – 2617, a w 1989 – 2658. Niezależne łotewskie życie narodowe mogło się odrodzić dopiero po upadku komunizmu i uzyskaniu przez Białoruś niepodległości. W październiku 1995 roku powstał Związek Łotyszy Obwodu Witebskiego „Daugawa”.

## Liczebność
Skład narodowościowy powojennej Białorusi można określić na podstawie wyników kolejnych spisów ludności, przeprowadzanych w latach 1959, 1970, 1979, 1989, 1999 oraz 2009. Według wyników spisu z 2009 Łotysze są siedemnastą pod względem liczebności społecznością narodową w tym kraju. Spis z 2009 ujawnił, iż na Białorusi mieszka 1 549 Łotyszów, co stanowi 0,02% ludności państwa. W 2009 w miastach zamieszkiwało 1 087 przedstawicieli społeczności łotewskiej na Białorusi (70,2%). Na obszarach wiejskich zamieszkiwało 462 białoruskich Łotyszów (29,8%).
Według wyników spisu ludności z 2009 językiem ojczystym dla 970 białoruskich Łotyszów jest język rosyjski (62,6%). Język łotewski podało jako swój język ojczysty 386 przedstawicieli tej społeczności (24,9%). Język białoruski jest ojczystym dla 144 białoruskich Łotyszów (9,3%). W białoruskim spisie powszechnym z 2009 roku znalazło się również pytanie o język zazwyczaj używany przez respondenta w domu. Wśród przedstawicieli społeczności łotewskiej językiem używanym w domu był prawie wyłącznie rosyjski (1 419 osób, co stanowi 91,6% białoruskich Łotyszów). Oprócz języka rosyjskiego respondenci wymieniali również język białoruski (88 osób, czyli 5,7%). Używanie języka łotewskiego w kontaktach domowych zadeklarowało jedynie 9 przedstawicieli społeczności łotewskiej na Białorusi.
Ujawniona w spisie z 2009 roku liczba Łotyszów w podziale na poszczególne jednostki administracyjne Białorusi przedstawia się następująco:
| Jednostka administracyjna | Liczba Łotyszów |
| ------------------------- | --------------- |
| Obwód brzeski             | 150             |
| Obwód grodzieński         | 180             |
| Obwód homelski            | 136             |
| Mińsk                     | 283             |
| Obwód miński              | 190             |
| Obwód mohylewski          | 111             |
| Obwód witebski            | 499             |
| Źródło:                   |                 |

Niniejszy wykres prezentuje liczbę łotewskich deklaracji narodowościowych w trakcie kolejnych spisów powszechnych przeprowadzanych w BSRR oraz na Białorusi: